# Dogzilla
Dogzilla — дуэт танцевальной музыки двух диджеев из Великобритании: Саймона Паттерсона и Ричи Койвена. Настоящую известность группа получила после выхода в 2004 году сингла «Your Eyes». Меньше года спустя вышел новый сингл группы «Without You», который взорвал чарты Великобритании и других стран Европы. Пол ван Дайк включил этот трек в свою компиляцию 2005 года. В 2007 году вышел сингл «Frozen», который использовали в своих компиляциях многие диджеи, включая Армина Ван Бюрена.
В 2008 году Саймон Паттерсон заявил, что покидает проект, это сразу же стало намёком на конец Dogzilla.

## Дискография

### Синглы
- 2003 — Dogzilla
- 2004 — Your Eyes
- 2005 — Without You
- 2007 — Frozen

### Ремиксы
- 2003 — Michael Woods — Solex (Close To The Edge)
- 2003 — VPL — In The Park
- 2003 — Poloroid — So Damn Beautiful
- 2004 — Flash Brothers — Amen (Don’t Be Afraid)
- 2004 — Magnolia — It’s All Vain
- 2004 — Foggy — Come (Into My Dream)
- 2004 — Narcotic Thrust — When The Dawn Breaks
- 2005 — Ernesto vs. Bastian — Dark Side Of The Moon
- 2006 — Kuffdam & Plant — The Ones We Loved
- 2006 — Emjay & Atari Babies — So Clear (Stimulate)